# Anja Röhl
Anja Röhl (geboren 1955 in Hamburg) ist eine deutsche Autorin, Sonderpädagogin, Dozentin und Germanistin. Sie ist die Tochter des Journalisten und Autors Klaus Rainer Röhl und die Stieftochter der Autorin und RAF-Terroristin Ulrike Meinhof. 

## Leben
Anja Röhl wurde 1955 als Kind der Journalistin Brunhilde (Bruni) Röhl und des Konkret-Gründers Klaus Rainer Röhl in Hamburg geboren. Nach der Scheidung der Eltern heiratete Klaus Rainer Röhl 1961 Ulrike Meinhof, die als Journalistin in der Konkret-Redaktion tätig war. Anja Röhl wuchs bei ihrer Mutter und in einem Internat auf, verbrachte aber „Papitage“ bei Röhl. Sie beschrieb ihre Beziehung zu Ulrike Meinhof sehr positiv, während sich ihre leibliche Mutter nur wenig für sie interessiert habe. Zu Ulrike Meinhof habe sie seit ihrem 5. Lebensjahr großes Vertrauen gehabt und sie hätten sich sehr nahegestanden.
In den frühen 60er Jahren verbrachte Anja Röhl mehrere sog. Kinderkuren in Wyk auf Föhr und Bad Rothenfelde, in denen sie misshandelt und gedemütigt worden sei.
1962 wurden Anja Röhls Halbschwestern Regine und Bettina Röhl geboren. Die Familie lebte in sehr guten finanziellen Verhältnissen in Hamburg, die Eltern hatten gute Kontakte in die High Society, und das Konkret-Magazin verkaufte sich erfolgreich. Nachdem Meinhof im Oktober an einem Gehirntumor operiert worden war, lebte sich das Paar auseinander. Meinhof trat immer mehr als politische Autorin und Star-Kolumnistin der sich formierenden Studentenbewegung in Erscheinung, während Klaus Rainer Röhl die Konkret trivialisierte und entpolitisierte und mit Fotos nackter Mädchen und Frauen Auflage machte.
Anja Röhl warf im Mai 2010 ihrem Vater in einem von ihr selbst verfassten Stern-Artikel vor, sie als Kind bis zu ihrem 14. Lebensjahr verbal und durch Anfassen sexuell zumindest belästigt, wenn nicht sogar missbraucht und nachhaltig geschädigt zu haben. In einem offenen Brief wies Klaus Rainer Röhl alle Vorwürfe von sich. Der eigentliche Hintergrund der Beschuldigungen sei ein politischer, nämlich die „Weißwaschung der RAF-Ikone Ulrike Meinhof“.
Bettina Röhl kritisierte ihre Halbschwester Anja wegen der Vorwürfe, beschuldigte aber im Mai 2010 selbst ihren Vater, zwischen 1970 und 1973 auch ihr gegenüber sexuelle Übergriffe begangen zu haben. Ähnlich wie Anja Röhl, die von einer „sexualisierten Zärtlichkeit“ geschrieben hatte, berichtete auch Bettina Röhl, es habe keine gewalttätigen Übergriffe gegeben, „aber natürlich Übergriffe, es gab eine Ausnutzung der häuslichen Lebensgemeinschaft zwischen Vater und Kind.“ Klaus Rainer Röhl stritt auch diese Vorwürfe ab.
Als Erwachsene absolvierte Anja Röhl eine Ausbildung zur Krankenschwester und studierte dann Germanistik, Psychologie, Sonderpädagogik und Kunst. Von 1999 bis 2018 war sie hauptberuflich als freie Dozentin an Fachschulen und Universitäten tätig und lehrte zu den Themen Geschichte der Pädagogik, Sonderpädagogik, Heilpädagogik, Frühpädagogik, Institutionelle Gewalt und Psychohistorie. Für die Junge Welt und die Zeitschrift Ossietzky verfasste sie Theaterrezensionen. Sie hat drei Kinder.

## Autobiografischer Roman:Die Frau meines Vaters: Erinnerungen an Ulrike
Im Jahr 2013 veröffentlichte Anja Röhl ihre Erinnerungen an ihre Kindheit unter dem Titel Die Frau meines Vaters: Erinnerungen an Ulrike in Form eines in der dritten Person verfassten literarischen Werks. Sich selbst bezeichnet sie darin als „das Kind“, ihr Buch sei „allen Scheidungs-, Trennungs- und Heimkindern gewidmet“, schrieb sie im Vorwort. Die Kindheit ist bedrückend dargestellt, neben der kalten, abweisenden Mutter und dem herrischen übergriffigen Vater beschreibt Röhl auch die brutalen Erziehungsmethoden der Erzieherinnen und Lehrer der 50er und 60er Jahre. „Das Kind will schnell erwachsen sein“, schreibt sie, „es ist nicht gern Kind. Kind sein heißt allein sein, schuld sein, essen müssen, schlafen müssen, brav sein müssen. Kind sein heißt, sich nicht wehren zu können.“ Die Begegnung mit Ulrike Meinhof schildert sie dagegen sehr positiv: „Ulrike lacht viel, weiß viel und kann alles erklären. Vor allem so, dass das Kind es versteht … Ulrike will hören, was das Kind denkt, was es erlebt hat, was es macht. Das Kind fasst Zutrauen, erzählt … Ulrike bringt die Gedanken zum Tanzen. Das Kind bekommt durch sie neue Ideen, eigene Gedanken, die Ulrike anhört, auch wenn sie manchmal anderer Meinung ist. Sie sagt, das Kind solle sich immer eine eigene Meinung bilden, das sei wichtig.“ Als Mädchen und junge Frau habe sie Ulrike Meinhof auch für ihre Texte bewundert und ihr intellektuell und politisch nahe gestanden. Auf die Verhaftung und den Tod Meinhofs, die sie auch im Gefängnis besuchte, habe sie mit Entsetzen reagiert. „Anja Röhl hat mit ihrem Buch ein sehr berührendes, dichtes und wahrhaft wirkendes Bekenntnis abgelegt. Die autoritäre und kinderfeindliche Atmosphäre der 1950er und 1960er Jahre wird darin plastisch geschildert, das bedrückende Schicksal eines Kindes geschiedener Eltern, die Suche nach Liebe und Anerkennung.“ schrieb Stefan Berkholz im Tagesspiegel. Sebastian Hammelehle schrieb in einer Rezension für den Spiegel: „Anja Röhls Tonfall ist leise, ihr Stil klar, auf eine literarisch stilisierte Weise fast kindlich. Sie beschränkt sich auf eine Darstellung der Ereignisse aus ihrer Sicht, verzichtet auf schrille Anklage oder Überhöhung – und zeigt, wie Meinhofs Opposition gegen die gesellschaftlichen Verhältnisse in der jungen Bundesrepublik, die mit der RAF so brutal eskalierte, mit kleinen, feinfühligen Gesten begann: zum Beispiel, indem sie ein Kind anlächelte.“ Aufgrund einer juristischen Auseinandersetzung mit Bettina und Regine Röhl wurden die Zwillinge betreffende Passagen in dem Buch geschwärzt.

## Engagement für die sogenannten „Verschickungskinder“
Seit 2009 beschäftigt sich Anja Röhl mit den Erlebnissen sogenannter „Verschickungskinder“, die ab den 1950er bis in die 1990er Jahre hinein in der gesamten Bundesrepublik Deutschland für mehrwöchige Kuraufenthalte in Heimen untergebracht und dort von Erzieherinnen zum Teil schwer misshandelt worden waren. Ausgangspunkt ihres Engagements war ein Text über ihre eigenen demütigenden Erfahrungen in einem Heim in Wyk auf Föhr, den Röhl 2009 in der jungen Welt veröffentlicht hatte.
Sie betreibt die Internetseite verschickungsheime.de, auf der Erfahrungsberichte veröffentlicht werden und organisierte im November 2019 einen Kongress zum Thema auf Sylt mit über 70 Teilnehmern. Die Initiative Verschickungskinder wurde von ihr mitgegründet. Röhl hat ein Buch mit dem Titel Das Elend der Verschickungskinder. Kindererholungsheime als Orte der Gewalt geschrieben, das im Januar 2021 erschienen ist.

## Veröffentlichungen
- Die Frau meines Vaters. Erinnerungen an Ulrike. Nautilus-Verlag, Hamburg 2013, ISBN 978-3-89401-771-2.
- Das Elend der Verschickungskinder. Kindererholungsheime als Orte der Gewalt. Psychosozial-Verlag, 2021, ISBN 978-3-8379-3053-5.